# Spoorlijn Grimstad - Rise
De Spoorlijn Grimstad - Rise (Noors:Grimstadbanen)  was een spoorlijn tussen Grimstad en Rise. In Rise sloot de lijn aan op de spoorlijn Nelaug - Arendal. De lijn werd aangelegd als smalspoor in het begin van de twintigste eeuw en werd geopend in 1907. In 1935 werd de lijn omgebouwd naar normaalspoor. Hoewel er ook personenvervoer over de lijn ging was het primair een goederenlijn. In 1961 werd de lijn gesloten.